# Општина Гоце Делчев
Општина Гоце Делчев се налази у југозападној Бугарској, и једна је од саставних општина Благоевградске области. Општина има 36019 становника (податак из 2005. године) у 13 насељених мјеста. Сједиште општине је град Гоце Делчев (старо име, до 1951. године: Неврокоп).
Насељена мјеста у општини Гоце Делчев су:
| - Баничан - Борово - Брезница - Буково - Господинци - Гоце Делчев | - Делчево - Добротино - Драгостин - Корница - Лажница - Мусомишта - Средна |